# Bridge Lake Park
Bridge Lake Park är en park i Kanada.   Den ligger i provinsen British Columbia, i den södra delen av landet, 3 300 km väster om huvudstaden Ottawa. Bridge Lake Park ligger 1 139 meter över havet. Den ligger vid sjön Bridge Lake.
Terrängen runt Bridge Lake Park är kuperad österut, men västerut är den platt. Trakten runt Bridge Lake Park är nära nog obefolkad, med mindre än två invånare per kvadratkilometer.. 
I omgivningarna runt Bridge Lake Park växer i huvudsak barrskog.